# Evaza aterrima
Evaza aterrima är en tvåvingeart som beskrevs av James 1969. Evaza aterrima ingår i släktet Evaza och familjen vapenflugor. Inga underarter finns listade i Catalogue of Life.